# Массафра
Массафра (итал. Massafra) — коммуна в Италии, располагается в регионе Апулия, в провинции Таранто.
Население составляет 31 984 человека (2008 г.), плотность населения составляет 254 чел./км². Занимает площадь 125 км². Почтовый индекс — 74016. Телефонный код — 099.
Покровителями коммуны почитаются Пресвятая Богородица (Santissima Madonna della Scala), архангел Михаил, святые врачи безмездные, бессребреники Косьма и Дамиан, празднование 20 февраля, 29 сентября.

## Демография
Динамика населения:

## Администрация коммуны
- Официальный сайт: http://www.comunedimassafra.it/